# ジョン・ホッジ
ジョン・ホッジ（英語: John Hodge, 1964年 - ）は、スコットランドの脚本家、戯曲家である。『シャロウ・グレイブ』『トレインスポッティング』『ザ・ビーチ』などの脚本を手がけた。

## 経歴
1964年、グラスゴーに生まれる。エディンバラ大学で学んだ。
1996年、映画『トレインスポッティング』の脚本を手がける。
2018年、ダニー・ボイルと共に『007』シリーズの25作目の脚本を執筆するが、監督の降板とともにホッジのスクリプトもボツとなった。

## フィルモグラフィー

### 長編映画
- シャロウ・グレイブ Shallow Grave （1994年）
- トレインスポッティング Trainspotting （1996年）
- 普通じゃない A Life Less Ordinary （1997年）
- ザ・ビーチ The Beach （2000年）
- ファイナル・ステージ The Final Curtain （2002年）
- 光の六つのしるし The Seeker （2007年）
- ロンドン・ヒート The Sweeney （2012年）
- トランス Trance （2013年）
- 疑惑のチャンピオン The Program （2015年）
- ザ・スクワッド Antigang （2015年）原作
- T2 トレインスポッティング T2 Trainspotting （2017年）

### ドラマ
- ハリー・パーマー　国際諜報局 The Ipcress File（2022年）- 脚本・製作総指揮

## 受賞
- 1996年 - 第49回英国アカデミー賞 脚色賞（『トレインスポッティング』）[6]